# Myki (Dywity)
Myki (deutsch Micken) ist ein Ort in der polnischen Woiwodschaft Ermland-Masuren. Er gehört zur Gmina Dywity (Landgemeinde Diwitten) im Powiat Olsztyński (Kreis Allenstein).

## Geographische Lage
Myki liegt an der Südspitze des Wadangsees (polnisch Jezioro Wadąg) und Nordufer des Wadangflusses (Rzeka Wadąg) im Westen der Woiwodschaft Ermland-Masuren, sechs Kilometer nordöstlich der Kreis- und Woiwodschaftshauptstadt Olsztyn (Allenstein).
|  |

## Geschichte
1348 ist das Gründungsjahr des kleinen Ortes Myckendorf – um 1399 Miken und vor 1785 Mücken genannt. Für den 4. November 1399 ist eine erneute Ortsgründung erwähnt, und am 28. Januar 1430 erfolgte den Berichten zufolge eine Erneuerung der Handfeste, wobei Micke als neuer Ortsgründer genannt wurde.
Das königliche Bauerndorf im Amt Allenstein, Kreis Heilsberg, wies 1785 acht Feuerstellen auf, 1820 waren es acht Feuerstellen bei 46 Einwohnern. Die Volkszählung am 3. Dezember 1861 erbrachte acht Wohngebäude und 89 Einwohner.
Im Jahre 1874 wurde Micken in den neu errichteten Amtsbezirk Nickelsdorf (polnisch Nikielkowo) im ostpreußischen Kreis Allenstein eingegliedert. Diese Zugehörigkeit hatte bis 1945 Bestand. 107 Einwohner zählte Micken im Jahre 1910.
Am 30. September 1928 vergrößerte sich die Landgemeinde Micken um den benachbarten Gutsbezirk Stolpen (polnisch Słupy), der eingemeindet wurde. Die Einwohnerzahl der auf diese Weise neu formierten Gemeinde belief sich 1933 auf 201 und 1939 auf 181.
„Myki“ ist die polnische Namensform, die Micken 1945 erhielt, als das gesamte südliche Ostpreußen in Kriegsfolge an  Polen abgetreten wurde. Das kleine Dorf ist heute eine Ortschaft im Verbund der Gmina Dywity (Landgemeinde Diwitten) im Powiat Olsztyński (Kreis Allenstein), zwischen 1975 und 1998 der Woiwodschaft Olsztyn, seither der Woiwodschaft Ermland-Masuren zugeordnet.

## Kirche
Bis 19345 war Micken in die evangelische Kirche Allenstein in der Kirchenprovinz Ostpreußen der Kirche der Altpreußischen Union, außerdem in die römisch-katholische Kirche Diwitten eingepfarrt.
Heute gehört Myki katholischerseits zur Pfarrei in Kieźliny (Köslienen) innerhalb des Dekanats Olsztyn II – Zatorze im Erzbistum Ermland. Evangelischerseits besteht weiterhin die Zugehörigkeit zur – nun mit Namen versehenen – Christus-Erlöser-Kirche Olsztyn (Allenstein) innerhalb der Diözese Masuren der Evangelisch-Augsburgischen Kirche in Polen.

## Verkehr
Myki liegt ein wenig abseits des Verkehrsgeschehens und ist von den Nachbarorten Wadąg (Wadang) und Słupy (Stolpen) aber gut erreichbar. Eine Anbindung an den Bahnverkehr existiert nicht.